# Irina Baskakowa
Irina Baskakowa (ros. Ирина Баскакова; ur. 25 sierpnia 1956) – rosyjska lekkoatletka specjalizująca się w długich biegach sprinterskich. W czasie swojej kariery reprezentowała Związek Socjalistycznych Republik Radzieckich.

## Sukcesy sportowe
- mistrzyni ZSRR w biegu na 400 metrów – 1982[1]

| Rok  | Miasto    | Zawody             | Konkurencja                      | Wynik                    |
| ---- | --------- | ------------------ | -------------------------------- | ------------------------ |
| 1981 | Bukareszt | uniwersjada        | bieg na 400 metrów               | złoty medal              |
| 1982 | Ateny     | mistrzostwa Europy | sztafeta 4 x 400 m bieg na 400 m | brązowy medal 5. miejsce |
| 1983 | Helsinki  | mistrzostwa świata | sztafeta 4 x 400 m bieg na 400 m | brązowy medal 6. miejsce |
| 1984 | Praga     | "Przyjaźń-84"      | sztafeta 4 x 400 m               | 1. miejsce               |

## Rekordy życiowe
- bieg na 200 metrów – 22,96 – Leningrad 27/07/1983
- bieg na 400 metrów – 50,19 – Moskwa 21/06/1983
- bieg na 400 metrów (hala) – 52,74 – Moskwa 18/02/1984